# Agrostis boyacensis
Agrostis boyacensis là một loài thực vật có hoa trong họ Hòa thảo. Loài này được Swallen & Garc.-Barr. mô tả khoa học đầu tiên năm 1943.